# Musée de l'éducation de Nevers
Pour les articles homonymes, voir Musée de l'éducation.
Le Musée de l'éducation de Nevers est un musée français situé à Nevers, dans la Nièvre.
Il est géré par l'association des Amis du Musée Nivernais de l'Éducation (AMNE) et se donne pour mission de contribuer à la sauvegarde du patrimoine éducatif nivernais, d'enrichir ses collections et de participer à toutes les recherches locales en histoire de l'éducation.

## Historique
Henri Lavedan et Raymond Frébault, directeurs du CCDP[Quoi ?] de la Nièvre lancent en mars 1967 un premier appel dans toutes les écoles du département, incitant les instituteurs à fouiller dans les greniers pour dénicher quelques vieux appareils inutilisés (lanternes de projection, phonographes, disques anciens, projecteurs fixes...). Cet appel a été entendu et les quelques pièces ainsi récupérées ont longtemps été exposées dans les locaux de l'école du Château puis de la rue Charles Roy. Le grand mérite de cette collection d’appareils audio-visuels a été de constituer l'embryon à partir duquel le musée a pu voir le jour.
Profitant des années de célébration du centenaire des lois scolaires de Jules Ferry et des divers travaux de recherches effectués par les écoles, un nouvel appel est lancé en février 1981. Les réponses sont nombreuses et c'est ainsi que prend forme l'idée de créer un Musée de l'École Nivernaise, le matériel récupéré se limitant alors à l'enseignement primaire.
Le matériel récolté est entreposé en 1983 dans divers points du département et les fondateurs étaient à la recherche d'un local. Grâce à la Municipalité de Nevers et en particulier à Raymond Frébault, élu municipal chargé des affaires scolaires, le musée a pu disposer d'une pièce désaffectée à l'école André-Cloix, ce qui a permis de reconstituer une salle de classe du début du XXe siècle avec l’aide de Robert Cloix, chargé du Service éducatif des Musées et du Patrimoine.
Pierre Bérégovoy inaugure le musée le 6 juin 1986, en présence de Noël Berrier, Président du Conseil Général et de Jean-Claude Legras, Inspecteur d'Académie.
Le Musée de l'école nivernaise devient Musée nivernais de l'Éducation (extension des collections à tous les niveaux d'enseignement) en 1988 et une association présidée par Henri Lavedan, les Amis du musée Nivernais de l'Éducation (AMNE) est créée pour le gérer.
Le musée déménage en 1994 et s'installe dans les locaux de l'ancienne école de la Maîtrise, mis à disposition par la municipalité de Nevers, 8 rue du cloître Saint-Cyr. Le député-maire Didier Boulaud et le président du Conseil Général de la Nièvre Bernard Bardin inaugurent les nouveaux locaux le 18 février 1995
La Ville de Nevers met en vente le bâtiment de l’école de la Maîtrise en décembre 2015 et le 1er septembre 2016, elle met à disposition de l'association l’école Victor-Hugo qui vient d’être fermée.
Le musée rouvre le 1er juillet 2017 et est inauguré le 2 septembre.

## Expositions temporaires
Le musée propose des expositions temporaires ; ainsi en 2021 Jean Montchougny, l’art à l’école de 1956 aux années 80.